# Ghost in the Shell 1.5: Human-Error Processor
Ghost in the Shell 1.5: Human-Error Processor (攻殻機動隊1.5 HUMAN-ERROR PROCESSER Kōkaku Kidōtai 1.5: Human-Error Processer) är en japanska manga-serie i cyberpunk-miljö av Masamune Shirow. Serien består av de fyra kapitel som inte fanns med i föregångaren Ghost in the Shell 2: Man/Machine Interface.